# Znaménskoie (Penza)
|  | Per a altres significats, vegeu «Znaménskoie». |

Znaménskoie - Знаменское (rus) és un poble (possiólok) de l'óblast de Penza (Rússia). El 2010 tenia 1.094 habitants.